# In The Groove

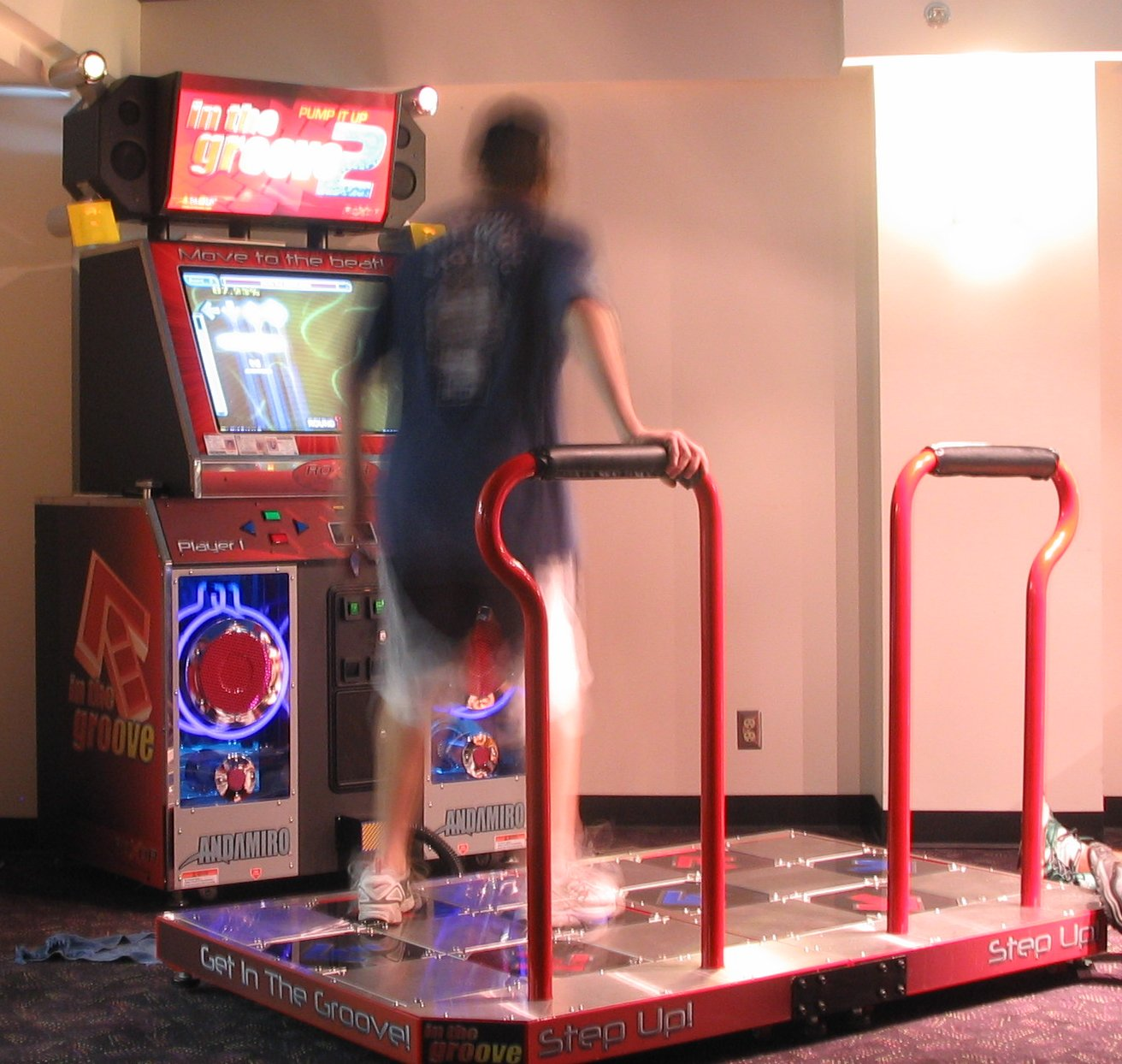
Imagem de como é o painel de Dance.

In The Groove (geralmente abreviado para ITG) foi uma série de vídeo game que usava um painel de Dance pad de quatro painéis. A série foi distribuída pela primeira vez pela Roxor Games durante uma época em que os jogos de dança de quatro painéis estavam em declínio no mercado. Em 18 de outubro de 2006, a Konami (criadores do Dance Dance Revolution ) adquiriu os direitos de propriedade intelectual da série.
O nome In the Groove se refere a três coisas diferentes: a versão arcade de In the Groove, o PlayStation 2 e a versão para PC do jogo, e o nome da marca da própria franquia. In The Groove 2 é o segundo jogo desta franquia. Um In the Groove 3 foi planejado, mas cancelado, devido a um processo feito pela Konami.

## Mecânica do Jogo
A mecânica de jogo é muito parecida com a série Dance Dance Revolution da Konami, envolvendo o tempo para o ritmo geral ou uma batida de uma música usando um Dance Pad de quatro setas. Durante o jogo normal, as setas coloridas rolam para cima a partir da parte inferior da tela e passam por cima de um conjunto de setas cinzas estacionárias perto do topo (referidas como "alvos"). Quando as setas de rolagem se sobrepõem às estacionárias, o jogador deve pisar na (s) seta (s) correspondente (s) na plataforma de dança. Setas mais longas, chamadas de "Holds", devem ser mantidas em toda a sua extensão para poderem contar. "Rolls" (como apresentado no In the Groove 2), que parece ser espetado de verde e amarelo e deve ser rapidamente tocado (como um drumroll, daí o nome) para eles contar. As minas deduzem a pontuação e a saúde se o pé de um jogador estiver em uma seta quando passar pela seta de alvo correspondente na tela. 
No lado mais distante do jogador da tela há uma barra de vida e isso é afetado pelos acertos de precisão que o jogador recebe para acertar (ou perder) as flechas. A maioria das máquinas tem o recurso Auto-Fail desativado ou seja, qualquer jogador cuja barra de vida esvazia durante uma música ainda pode terminar de tocar essa música, mas falhará em sua conclusão. Todas as máquinas irão falhar imediatamente, e qualquer jogador que parar de acertar flechas por tempo suficiente para acumular 30 faltas consecutivas. 
Semelhante a outros jogos de dança, o jogador é julgado pela precisão com que pisam em relação a quando deveriam dar um passo. Do melhor para o pior, os julgamentos possíveis são "Fantástico", "Excelente", "Ótimo", "Decente" e "Improvável". Se você não conseguiu dar um passo dentro da zona de precisão, será uma "Miss" Para stakes e rolls, se o jogador finalizar o hold ou roll com sucesso, receberá um julgamento "Yeah" Se não, o jogador recebe um "Bad". No meio da tela, o jogo registra o "combo" atual de um jogador, que é a duração da mais recente cadeia de bons julgamentos de tempo do jogador. O combo de um jogador transita de uma música para outra, normalmente terminando na conclusão de um crédito. 
No entanto, se o jogador utilizar um cartão USB para acompanhar suas pontuações, o combo também passará de um crédito para outro. O jogo tem redes de segurança para os jogadores em dificuldades fáceis que lhes permitem jogar todas as músicas em seu crédito sem falhar. No final da música, a tela de resultados exibe uma nota para cada jogador com base na porcentagem de pontos obtidos.

## Desenvolvimento
In The Groove é baseado em uma versão modificada do motor StepMania de código aberto e livre, que foi originalmente projetado para simular a série Dance Dance Revolution. O ITG foi produzido nos Estados Unidos, e a maioria da base de fãs In the Groove consiste em jogadores que desejam músicas e padrões de passos de uma dificuldade maior do que os encontrados em Dance Dance Revolution.  Um total de 72 músicas estão disponíveis no lançamento original do jogo, dez das quais são desbloqueáveis e uma delas "Liquid Moon" só está disponível no final de um único curso de Maratona. RedOctane publicou uma versão do PlayStation 2 no In the Groove e essa versão tem todos os recursos e músicas do lançamento arcade, além de quatro "preview songs" da versão arcade do In the Groove 2.
 O jogo chegou às lojas em 17 de junho de 2005 e introduziu vários novos recursos de jogabilidade, incluindo a dificuldade de iniciante, novos cursos de maratona e novos modos de condicionamento físico e treinamento.
Em 2005, Amusement Showcase International, Chicago, IL e Roxor Games anunciou que ITG seria lançado com seu próprio gabinete dedicado, bem como um kit de atualização para kits de conversão In The Groove de idade. O novo gabinete foi inicialmente produzido por Andamiro Games que produziu o Pump It Up (outro jogo de simulação de dança). No entanto, em 2006, a Roxor anunciou que eles mesmos assumiriam a produção de gabinetes para gabinetes dedicados In The Groove 2. No entanto, InThe Groove 2  também foi disponibilizado como um kit de conversão para idosos. ITG2 apresenta 65 novas músicas, bem como todas as músicas e cursos da versão original do In The Groove. Embora uma versão para o PlayStation 2 do ITG2 nunca tenha sido lançada para versão PC (baseada no primeiro jogo) recebeu um patch adicionando todas as músicas do ITG2 mais o novo tema.
Em 9 de maio de 2005, a Konami of Japan apresentou uma queixa ao Tribunal Distrital dos EUA para o Distrito Leste do Texas, pedindo uma injunção contra o Roxor e pagamento de danos, com base na patente Konami, direitos de marca registrada em seu jogo de arcade Dance Dance Revolution e a lei da concorrência desleal. A Konami alega que a reinstalação de gabinetes de arcada "foi feita de maneira infratora e injusta". Isso não afetou o jogo PlayStation 2, que foi lançado como planejado. Em 10 de julho de 2005, no entanto, a Konami alterou sua reclamação para incluir o jogo In the Groove  PS2 e seu editor RedOctane. Em 25 de julho de 2005, a Roxor Games entrou com uma reconvenção contra a Konami. Na reconvenção, Roxor nega a maioria das reclamações na queixa da Konami. A Roxor Games também alega que In the Groove não viola a lei de patentes e que a Konami se envolveu em concorrência desleal. No entanto, a ação acabou em um acordo onde a Konami adquiriu os direitos de propriedade intelectual do In the Groove e que a Roxor "respeitaria os direitos de propriedade intelectual da Konami". Kyle Ward e vários outros desenvolvedores e músicos da ITG formaram uma nova empresa, a Fun in Motion, em parceria com Andamiro, produzindo o Pump It Up Pro, um spinoff da série Pump It Up com músicas e recursos herdados do In the Groove.
Em 14 de janeiro de 2006, na Final do Torneio Norte Americano em Las Vegas, a Roxor anunciou que o lançamento do arcade In the Groove 3 e o lançamento caseiro de In the Groove 2 aconteceriam em algum momento durante o ano de 2006. ITG3 seria prévio na convenção de Amusement & Music Operators Association 2006 em Las Vegas, embora estivesse ausente da área de apresentação do Roxor, devido a atrasos na produção do jogo de lançamento do In the Groove 3 e o lançamento em casa do In the Groove. Como o Konami ganhou os direitos de propriedade intelectual para a série e presumivelmente cancelando o futuro dos projetos de In The Groove. Depois de trabalhar com Andamiro para trabalhar no Pump It Up Pro e no Pump It Up Jump, Ward trabalhou com a Positive Gaming e outros colaboradores para criar o "iDance 2", um jogo de pad dance semelhante ao In The Groove, mas com até 32 jogadores para jogar simultaneamente usando pads conectados por Bluetooth. Kyle Ward continuou desenvolvendo jogos de ritmo.  Ele co-fundou uma nova empresa, a Step Revolution, LLC (inicialmente denominada "Step 'Evolution' LLC"), para fazer isso. Como fundador e CEO desta empresa, ele produziu os jogos de ritmo "ReRave", "DittoBeat", "ReRave Plus" e "StepManiaX", bem como um gabinete de quiosque touchscreen chamado "REVO".

## Detalhes técnicos
In The Groove é construído em um sistema completo de PC apelidado de "Boxor", que executa uma versão fortemente modificada da distribuição Debian GNU/Linux. O computador contém um disco rígido IDE padrão (geralmente de 40GB ou 80GB), processador de 32 bits single core (geralmente AMD Athlon ou Intel Celeron), placa de vídeo nVidia GeForce FX 5200 de 128MB, 256MB ou 512MB de RAM DDR, um Gigabyte Tecnologia da placa-mãe GA-8IPE1000 Pro2, e um hub USB 2.0 (Cypress EZ-USB FX2) para transferir estatísticas do usuário e edições em uma unidade flash.
Nos kits de atualização para as máquinas Dance Dance Revolution, o Boxor inclui uma placa de E/S especial chamada "ITGIO" para fazer um JAMMA (conexão com a máquina). Alguns Boxors têm hardware um pouco diferente do que outros. O software usado para rodar o jogo é um fork proprietário do programa StepMania de código-fonte aberto. Medidas antipirataria são alcançadas através do uso de um dongle serial que impede a execução do software em um computador não licenciado.Certas versões do gabinete In The Groove 2 em particular as fabricadas por Andimiro, possuem senhas do BIOS. Nessa situação, os usuários precisam ignorar a senha, redefinindo o BIOS na placa-mãe. Isso geralmente é feito removendo-se o cabo de alimentação e a bateria do CMOS, e em seguida, ativando-se o jumper de reconfiguração do CMOS_PWD na placa-mãe do computador. 

## Músicas de In The Groove
Um total de 135 músicas (sendo o gênero "Bubblegum dance" mais procurado) estão disponíveis para jogar na série de arcade In The Groove. Algumas músicas adicionais são exclusivas da versão caseira para PC e Mac. Kyle Ward é o músico da casa do desenvolvedor, que compôs muitas das músicas. Outros 56 artistas podem ser encontrados na série.